# Makoaneng
Der Makoaneng (Mokoaning) ist ein Berg in Lesotho.

## Lage und Umgebung
Der Makoaneng ist 1932 m hoch. Er erhebt sich im Westen von Lesotho, direkt oberhalb des Flusses Mohokare, welcher entlang des Nord- und Westfußes des Berges verläuft und dort auch die Grenze zu Südafrika darstellt. Am Nordosthang liegt die gleichnamige Missionsstation Makoaneng (Rantja), im Süden liegt der Ort Tikathole (Ha Leboea).
Der Berg ist ein Ausläufer des T’kieme Plateau im Osten. Auf südafrikanischer Seite ist der nächstgelegene Berg der Wynberg (1732 m) im Orange Free State.